# Arthur Schnitzlers Nachlass

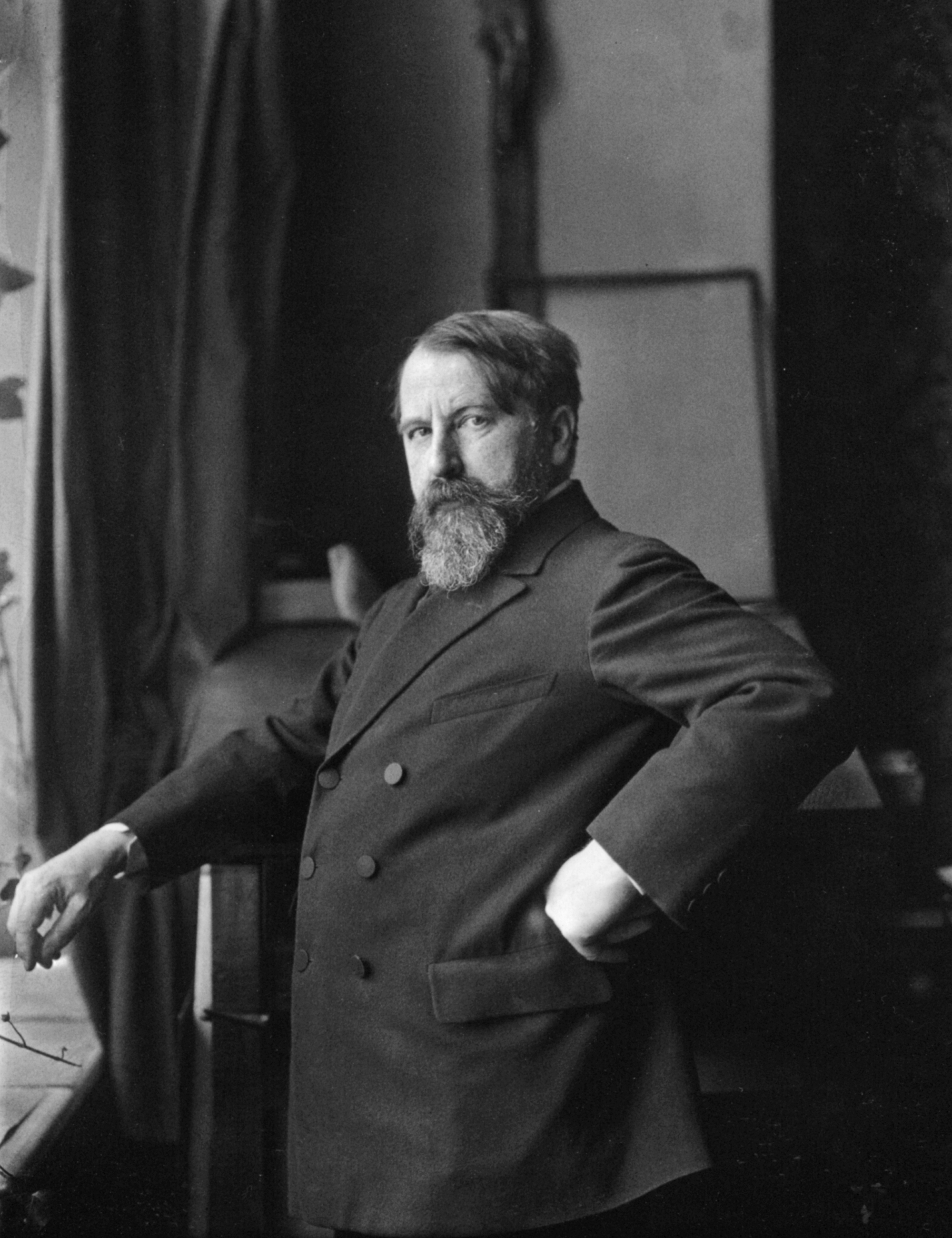
Arthur Schnitzler, ca. 1912, Fotografie von Ferdinand Schmutzer

Arthur Schnitzler, Manuskriptseite aus dem Theaterroman, Seite 108

Arthur Schnitzler ordnete bereits zu Lebzeiten seine Papiere (auf mehr als 40.000 Seiten geschätzt) und traf in seinen testamentarischen Bestimmungen über meinen schriftlichen Nachlaß Vorkehrungen, wie mit seinem Nachlass umzugehen sei. So legte er eine Sperrfrist für die Veröffentlichung seines Tagebuchs fest und bestimmte, dass seine Briefe niemals gekürzt veröffentlicht werden durften. Durch den „Anschluss“ Österreichs wurde der Großteil außer Landes gerettet und so vor der Zerstörung bewahrt. Heute hat dies zur Folge, dass es mehrere Aufbewahrungsorte gibt, die gemeinsam den Großteil der Papiere besitzen.

## Geschichte des Nachlasses

### Rettung des Nachlasses nach Cambridge
Nach seinem Tod 1931 wurde der größte Teil seines literarischen Nachlasses in einem separat von außen zugänglichen Gartenzimmer seines Hauses belassen und dort von seiner Familie für wissenschaftliche Zwecke zugänglich gemacht. Zu Beratern seines Sohnes Heinrich in Nachlassangelegenheiten hatte Schnitzler testamentarisch seine beiden engsten Freunde bestimmt, den Schriftsteller Richard Beer-Hofmann und den Juristen und Schachmeister Arthur Kaufmann. Kurz nach dem „Anschluss“ im März 1938 wurde das Gartenzimmer des Schnitzlerschen Hauses auf Initiative des Cambridger Doktoranden der Germanistik Eric A. Blackall, der sich wegen seiner Dissertation über Adalbert Stifter in Wien aufhielt und mit Erlaubnis von Schnitzlers Nachkommen den Nachlass besichtigte, von der Britischen Botschaft in Wien versiegelt. Olga Schnitzler dürfte den Nachlass der Cambridge University Library „geschenkt“ haben, um es so zum englischen Eigentum werden zu lassen. Problematisch erwies sich daran, dass Olga, da vom Autor geschieden, gar nicht verfügungsberechtigt war und der Autor testamentarisch seinen Sohn Heinrich zum einzigen Besitzer ernannt hatte. Dieser weilte aber nicht in Wien. Die Gestapo respektierte die britischen Siegel bei ihren Hausdurchsuchungen. Wenig später konnte der Großteil des Nachlasses, wiederum auf Blackalls Initiative und mit Zustimmung der Familie, nach England gebracht werden und fand in der Universitätsbibliothek Cambridge einen neuen Verwahrungsort. Zur von Heinrich Schnitzler angestrebten Weiterleitung an die Columbia University kam es nicht. Ein Teil blieb aber im Besitz der Familie, besonders ein Manuskript des Reigen und Korrespondenzen sowie das Tagebuch, das frühestens 50 Jahre nach dem Tod veröffentlicht werden durfte. Dieser Nachlassteil wurde, weil Heinrich Schnitzlers aus den Vereinigten Staaten nach Österreich zurückgekehrt war, mit Wiener Nachlass betitelt (Er befindet sich heute im Deutschen Literaturarchiv Marbach).

### Mikroverfilmung
1950 war die Verfilmung des Nachlasses in Cambridge abgeschlossen, In der Zeit vor der Edition des Nachlassverzeichnisses wurde auch 1965 der Großteil der privaten Bestände im Familienbesitz in Wien auf Anordnung von Heinrich Schnitzler auf nunmehr insg. ca. 44 Mikrofilmrollen reproduziert, die an zwei Forschungseinrichtungen in den USA (University of California, Los Angeles (UCLA) und International Arthur Schnitzler Research Association (IASRA), Binghamton (New York)) sowie an die Albert-Ludwigs-Universität Freiburg übergeben wurden, wo heute ein Arthur-Schnitzler-Archiv besteht. Eine vierte Kopie, die im Privatbesitz des Sohnes verblieb, wurde nach dessen Tod 1982 gemeinsam mit dem Wiener Nachlass Arthur Schnitzlers an das Deutsche Literaturarchiv in Marbach am Neckar übergeben.
Die Mikroverfilmung wurde in zwei Anläufen unternommen. Erste Verfilmungen entstanden 1947, dabei wurden die Filme A, B und C, vermutlich auch D erstellt. Dann folgten um 1950 die Mikrofilme #1 bis #38 sowie #23A (D, hier zum ersten Mal genannt, gehört in den Anschluss von #34). In einem Brief vom 12. Januar 1965 nennt Heinrich Schnitzler noch drei zu erstellende Filme, bis „wirklich der gesamte Nachlass zur Verfügung stände“. 1966 wurden für das Schnitzler-Archiv 38 Rollen kopiert, woraus sich 41 als vollständige Anzahl der Filme ergäbe. Ein Verzeichnis der Bestände findet sich auf der Website der UCLA. Anhand der Mappe 212 mit Dramenplänen lässt sich die komplexe Situation illustrieren, in der sich der Nachlass heute befindet: Eigentlich gehört die Mappe nach Cambridge, dürfte aber zu den Wiener verfilmten Teilen gehören. Durch den Mikrofilm kam die Mappe in Kopie nach Freiburg und wurde umkategorisiert, hat hier die Signatur B. I. Die Mappe selbst ist aber nicht mehr an ihrem Verwahrungsort in England, sondern kam durch die Übergabe des Nachlasses von Heinrich Schnitzler an das DLA in Marbach. Hier wurden die alten Signaturen nur teilweise berücksichtigt, und sie findet sich nunmehr umbetitelt auf Dramatische Pläne mit der Zugangsnummer HS.NZ85.0001.00004. Die an sich schon problematische Situation verschlechtert sich auch dadurch, dass Teile des CUL-Nachlasses bei der Verfilmung vergessen wurden. Eine vollständige Überprüfung von Beständen lässt sich somit eigentlich nur durch Besuche in den drei Hauptorten Cambridge, Marbach und Freiburg vornehmen.
Seit Mai 2024 sind die Mikrofilme online als Website des Austrian Centre for Digital Humanities and Cultural Heritage (ACDH-CH) verfügbar.

### Verzeichnisse
Neben dem inzwischen digital zugänglichen Nachlassverzeichnis, das sich an den Freiburger Beständen orientiert, lassen sich die im Besitz des Deutschen Literaturarchivs und der Cambridge University erhaltenen Papiere über den Katalog Kallias des DLA suchen. Eine Konkordanz des Nachlasses selbst sowie der Mikrofilme ist über die Homepage des Editionsprojekts Arthur Schnitzler digital zugänglich.

### Verwahrungsorte

#### Cambridge University Library
In Cambridge wird bis heute der Großteil der Werkmanuskripte sowie die von Schnitzler selbst als bedeutend eingestuften Korrespondenzen aufbewahrt.

#### Deutsches Literaturarchiv Marbach
Der sogenannte Wiener Nachlass, also Materialien die durchwegs im Familienbesitz geblieben waren, ging nach dem Tod von Heinrich Schnitzler 1982 nach Marbach am Neckar in das Deutsche Literaturarchiv. Er enthält neben wenigen Werkmanuskripten vor allem die private und berufliche Korrespondenz (mit Ausnahme ›großer‹ Namen). Objekte davon sind im Literaturmuseum der Moderne in Marbach in der Dauerausstellung zu sehen, insbesondere das Manuskript zu Lieutenant Gustl. Dort wird allerdings nur ein Faksimile gezeigt. Die Originalhandschrift befindet sich im Cambridger Bestand.
Österreichische Gesellschaft für Literatur (Kopien)
Bevor der Wiener Nachlass nach dem Tod Heinrich Schnitzlers an das Deutsche Literaturarchiv gebracht wurde, wurden Fotokopien großer Teile des Bestands für die „Arthur Schnitzler-Gesellschaft“ gemacht. Diese liegen heute in der Österreichische Gesellschaft für Literatur. Dazu kamen teilweise Mappenkopien aus Cambridge und einzelne Kopien aus andere Quellen. Der Bestand enthält auch einen handgeschriebenen Karteikasten mit den erwähnten Personen in der Korrespondenz zwischen Schnitzler und seiner Frau Olga.

#### Exeter University Library
Die Zeitungsausschnittsammlung Schnitzlers mit Rezensionen und Meldungen zu ihm wurde der Exeter University Library überantwortet. Eine Digitalisierung der Bestände wurde vom Austrian Centre for Digital Humanities and Cultural Heritage 2019 online gestellt.

#### Arthur-Schnitzler-Archiv, Freiburg
Ausgehend von den Mikrofilmen gründete Gerhart Baumann in den 1960er Jahren das Arthur-Schnitzler-Archiv in Freiburg. Es ist ein durch Sammlung erweitertes Kopienarchiv.

#### Weitere Bestände

Handschriftliches Rezept von Arthur Schnitzler, Privatbesitz

##### Schenkungen von Arthur Schnitzler
- Das Manuskript von Casanovas Heimfahrt an seine Frau Olga am 1. Oktober 1917. In ihrem Testament vom 18. Mai 1963, verwahrt im Theatermuseum Wien, finden sich folgende Materialien in ihrem Besitz aufgeführt: „In einem kleinen weissen Koffer, den ich in den nächsten Tagen der gleichen Bank zur Aufbewahrung übergeben will, befinden sich Papiere für das Wiener Archiv meines Sohnes bestimmt; das h. s. ›Casanova's Heimfahrt‹ & Autogramme & ferner als wertvolles biographisches Material eine Copie von Arthurs Briefen an mich, vom Jahr 1899 bis 1915.“[18] – Nach ihrem Tod wurde 1971 das Manuskript von Casanovas Heimfahrt beim Auktionshaus J.A. Stargardt versteigert. Der Katalogeintrag lautete:„E[igenhändiges] Manuskript. Am Schluß datiert: 20. VIII. 1917. 490 (richtig 465) gezählte S. 4°. Bleistift. In Ledermappe. Das Manuskript der 1918 erschienenen Novelle, mit zahlreichen Kor[rekturen]. Mit eigenhändiger Widmung (Bleistift) auf dem Deckblatt: ,Für meine Olga nachdem ich’s Ihr am 1. October 1917 vorgelesen / Arthur.‘“[19] Der Ausrufungspreis betrug 2.500 DM, verkauft wurde es um 4.100D DM.[20] Der Erlös wurde von den Erben als enttäuschend empfunden und unter sich aufgeteilt.[21] Heute wird es in der Universitätsbibliothek Bielefeld aufbewahrt und ist online zugänglich.[22]
- Das Manuskript von Liebelei an seine Frau Olga, 12. Oktober 1920[23]. Dieses befindet sich seit 1983 als testamentarisches Vermächtnis von Heinrich Schnitzler in der Österreichischen Nationalbibliothek.[24]
- Eine 31 Blätter umfassende Skizze des dreiaktigen Aufbaus von Liebelei ist seit 1926 als Geschenk Schnitzlers im Bestand der Handschriftensammlung der Wienbibliothek im Rathaus (H.I.N. 63512).[25]
- Am 15. Mai 1930 schenkte er das Manuskript des Reigen an seine – mittlerweile von ihm geschiedenen –  Frau Olga. Dieses befindet sich heute in der Fondation Bodmer in Genf.[26]

- Ein Manuskript von Der Ruf des Lebens an Stefan Zweig, heute im Theatermuseum (Wien)

##### Schenkungen von Heinrich Schnitzler
Folgende Schenkungen des Sohnes lassen sich nachweisen:
- 1931: ein Blatt aus Der Leuchtkäfer an Josef Diener
- 1932: Manuskript von Ich. Geschenk an Professor Hupka, heute Privatbesitz, siehe Details im Artikel zu Ich
- 1936: ein Figurenverzeichnis zu Fräulein Else an Hans Thimig[28]
- Handschriften an Eric Blackall, der diese wiederum der Cambridge University Library weitergab
- 1937 einem Brief an Elise Pietrkowski legte er zwei Autographen „für den jungen Sammler“ – mutmaßlich deren Sohn Hans Pietrkowski – bei: Eine Seite aus den Vorarbeiten zu Der Gang zum Weiher und einen Brief von Hugo von Hofmannsthal vom 13. März 1896[29]. Der Brief wurde 1976 vom Deutschen Literaturarchiv Marbach erworben und wird heute an diesem Ort aufbewahrt.[30] Bei dem Werkautograph könnte es sich darum handeln: Bei Stargardt wurde 1971 ein Manuskript aus Der Gang zum Weiher versteigert: „E. Manuskript. 1½ S. 4°. Bleistift. / Eine Szene aus seinem dramatischen Gedicht ,Der Gang zum Weiher’: Dialog zwischen Sylvester und dem Sekretär. Die Handschrift entspricht fast der ganzen Seite 131 in der Erstausgabe von 1926. Mit mehreren Textabweichungen.“[19] Der Ausrufpreis betrug 150 DM, der Verbleib ungewiss.
- Paracelsus-Manuskript an die Israelische Nationalbibliothek in Jerusalem
- 1975: ein Blatt Armes Mädl, mit dem ersten Einfall zur Liebelei an seine Schwiegertochter Inge Schnitzler (1975 zu Weihnachten)[31]
- 1980: zwei Blätter aus Doktor Gräsler, Badearzt an Gerhart Baumann, beide wurden 2013 vom Wiener Antiquariat Inlibris zum Verkauf angeboten. Eines davon erwarb die Wienbibliothek, das andere wurde 2019 bei Kotte Autographs als verkauft ausgewiesen.[32]
- 1983 (mutmaßlich) Handschrift und Notizen zur Liebelei[33] in der Österreichischen Nationalbibliothek, vermutlich testamentarisch von Heinrich Schnitzler vermacht.[34]
- Handschriftliches Rezept, geschenkt an eine Privatperson

##### Nicht nachgewiesene Provenienz
- 31 Seiten Skizze des dreiaktigen Aufbaus der Liebelei, Wienbibliothek im Rathaus[35]
- Ein handgeschriebenes Doppelblatt mit Notizen mutmaßlich zum Theaterroman wurde am 12. Dezember 2024 vom Dorotheum versteigert. Dabei war auch ein nahezu vollständig verblichenes Blatt mit getippten Aphorismen und handschriftlicher Unterschrift Schnitzlers. Beide Objekte stammten aus dem Nachlass von Fritz Muliar und Franziska Kalmar-Muliar. Der Zuschlag ging um 340 € an einen privaten Käufer.[36] Es dürfte sich ebenfalls um eine Schenkung Heinrich Schnitzlers handeln, da dieser im Gästebuch des Ehepaars Muliar, das bei derselben Auktion versteigert wurde, signiert hatte.

Über einen weiteren kleinen Bestand verfügt das Leo Baeck Institut.
Zu Korrespondenzstücken aus dem Nachlass Schnitzlers siehe: Arthur Schnitzlers Korrespondenz

## Restitutionsfrage
Am 11. Jänner 2015 veröffentlichte Thomas Trenkler in der Wiener Tageszeitung Kurier eine Auswertung der im Herbst 2014 erschienenen Familiengeschichte Die Schnitzlers von Jutta Jacobi und der nahezu gleichzeitig veröffentlichten Darstellung der frühen Nachlasswirren durch David Österle und Wilhelm Hemecker. In seiner Schlussfolgerung, die er auf eine mündliche Äußerung des Anwalts Alfred Noll stützt, sieht er Familie Schnitzler von der Cambridge University Library in einer Notlage erpresst. Der Nachlass wäre demzufolge an die Erben Heinrich Schnitzlers zurückzustellen. In Folge gab es eine Übereinkunft der Enkel Peter und Michael Schnitzler, so dass der Nachlass in Cambridge blieb.